# إدوين إل. مارين
إدوين إل. مارين (بالإنجليزية: Edwin L. Marin)‏ هو مخرج مساعد ومنتج أفلام ومخرج أمريكي، ولد في 21 فبراير 1899 في جيرسي سيتي في الولايات المتحدة، وتوفي في 2 مايو 1951 في لوس أنجلوس في الولايات المتحدة.

## وصلات خارجية
- إدوين إل. مارين على موقع IMDb (الإنجليزية)
- إدوين إل. مارين على موقع ألو سيني (الفرنسية)
- إدوين إل. مارين على موقع أول موفي (الإنجليزية)
- إدوين إل. مارين على موقع قاعدة بيانات الأفلام السويدية (السويدية)
- إدوين إل. مارين على موقع إن إن دي بي (الإنجليزية)
- إدوين إل. مارين على موقع قاعدة بيانات الفيلم (الإنجليزية)
- إدوين إل. مارين على موقع كينوبويسك (الروسية)